# Paul Keres

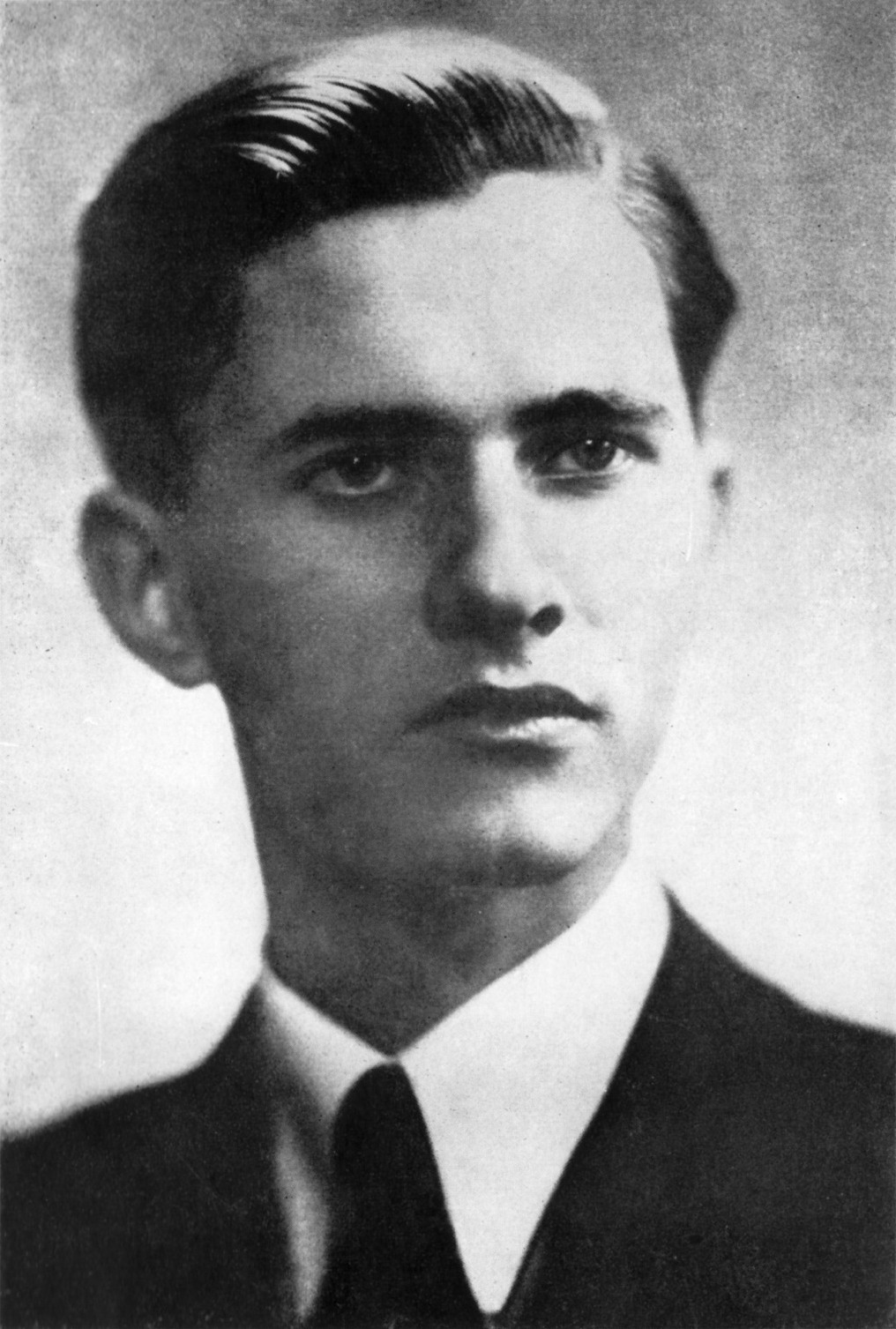
Paul Keres fotograferad i Estland någon gång under 1930- eller 1940-talet.

Frimärke från Sovjetunionen med Paul Keres avbildad, utgivet år 1991 i samband med Keres 75-årsdag. (Michel 6163, Scott 5964.)

Paul Keres, född 7 januari 1916 i Narva, Guvernementet Estland, Kejsardömet Ryssland, död 5 juni 1975 i Helsingfors, var en estnisk, senare estnisk-sovjetisk stormästare i schack. 

## Biografi
Keres tillhörde länge den yppersta världseliten. Han var populär även för sitt något tystlåtna, trevliga sätt. Han var en god teoretiker och schackkommentator. Keres skrev bland annat flera böcker som översatts även till svenska;  monografin Franskt parti (Sveriges Schackförbunds Förlag AB, Örebro 1957), och tillsammans med Alexander Kotov schackläroboken Vägen till mästerskap i schack. Keresangreppet i Scheveningenvarianten av siciliansk öppning introducerades av Keres år 1943, och bär fortfarande hans namn.